# Love Yourself: Tear
Love Yourself: Tear (Love Yourself 轉 Tear?, Love Yourself "jeon" TearLR) è il sesto album in studio del gruppo musicale sudcoreano BTS, pubblicato il 18 maggio 2018. È stato il primo disco K-pop a raggiungere la vetta della Billboard 200 ed il terzo album più venduto a livello globale nel 2018 secondo la IFPI. Ha inoltre ricevuto una candidatura per il premio Best Recording Package ai Grammy Award 2019.

## Antefatti e pubblicazione
Love Yourself: Tear è stato annunciato il 16 aprile 2018, in seguito all'uscita di un cortometraggio da nove minuti intitolato Euphoria: Theme of Love Yourself 起 Wonder il 5 aprile precedente. Il video include un assolo inedito di Jungkook, anch'esso intitolato Euphoria, di genere synth pop e con elementi di tropical house. Euphoria funge da legame tra l'EP del 2017 Love Yourself: Her e il nuovo album. Il 6 maggio è stato caricato su YouTube il trailer, ovverosia la canzone Singularity incisa da V, un pezzo di genere neo soul che fa da traccia introduttiva al disco.
Il disco è uscito insieme al videoclip di Fake Love il 18 maggio 2018, in quattro edizioni differenti per stile del jacket, denominate Y, O, U e R.

## Descrizione
Il concept album, secondo disco della trilogia Love Yourself, della cui sequenza narrativa rappresenta la "svolta", esplora i temi del dolore e delle sofferenze causati da una separazione, della consapevolezza che si possa essere amati senza essere ricambiati, e contiene messaggi di incoraggiamento rivolti a chi è privo di sogni.
La tracklist è composta da undici pezzi. Intro: Singularity, descritta come un brano dalla melodia "tormentosa", contenente elementi jazz e incentrata sul tema della disperazione, narra del risveglio da una relazione in cui si è perso di vista il proprio io, e paragona il disinnamoramento ad un "dolore fantasma". L'apripista Fake Love è "una traccia di genere hip hop emo con un sound di chitarra rock grunge e un ritmo trap di moda che crea una strana tristezza" e un testo che "rappresenta chiaramente il tema dell'album realizzando che un amore che si pensava fosse voluto dal destino era in realtà una bugia". The Truth Untold, seconda collaborazione con Steve Aoki dopo Mic Drop, è ispirata al romanzo La città di smeraldo di Oz di L. Frank Baum e parla delle difficoltà a mostrare i propri veri sentimenti a chi si ama, mentre Airplane pt.2 è l'estensione del pezzo solista di J-Hope Airplane contenuto nel suo mixtape Hope World; tematicamente associa la musica tradizionale rustica dei mariachi all'identità umile della band, che riflette ironicamente sui suoi numerosi impegni attorno al mondo a causa dei tour mondiali. Anpanman è basata sull'omonimo personaggio dei manga, il supereroe più debole della Terra, fatto di pane ai fagioli rossi, che nutre gli affamati con parti del proprio viso; nel testo i BTS si paragonano a lui e sperano di donare speranza alla gente con la loro musica, trasformando la compassione in un superpotere. 134340 incorpora acid jazz e jazz hip hop e si incentra sul rifiuto ricevuto da un ex-amante e sulla percezione di essere insignificanti, associando il dolore della separazione alla perdita dello status di pianeta di Plutone, a cui la canzone è intitolata. Paradise incoraggia a seguire i propri sogni al proprio ritmo nonostante le pressioni esterne e le avversità, mentre Magic Shop, scritta da Jungkook ispirandosi al memoriale di James R. Doty La bottega di magia, è dedicata ai loro fan. Nel testo, il gruppo rafforza il messaggio di Doty, che nel suo libro invita all'empatia e alla compassione, e la necessità di domare il proprio critico interiore. Love Maze è una traccia urban pop caratterizzata da grancasse intense, ritmi allegri e testi che paragonano un amore complicato e ambiguo a un labirinto. So What racconta le incertezze vissute dai ventenni nei confronti del futuro, comunicando l'intenzione di ignorare i giudizi altrui e andare avanti per la propria strada. La traccia finale, Outro: Tear, ispirata dalle difficoltà a cui la band è andata incontro all'inizio dell'anno mentre discuteva di un possibile scioglimento, esplora il fallimento di una storia d'amore dovuto a pretese e simulazioni, e combina musica orchestrale e trap.

## Promozione

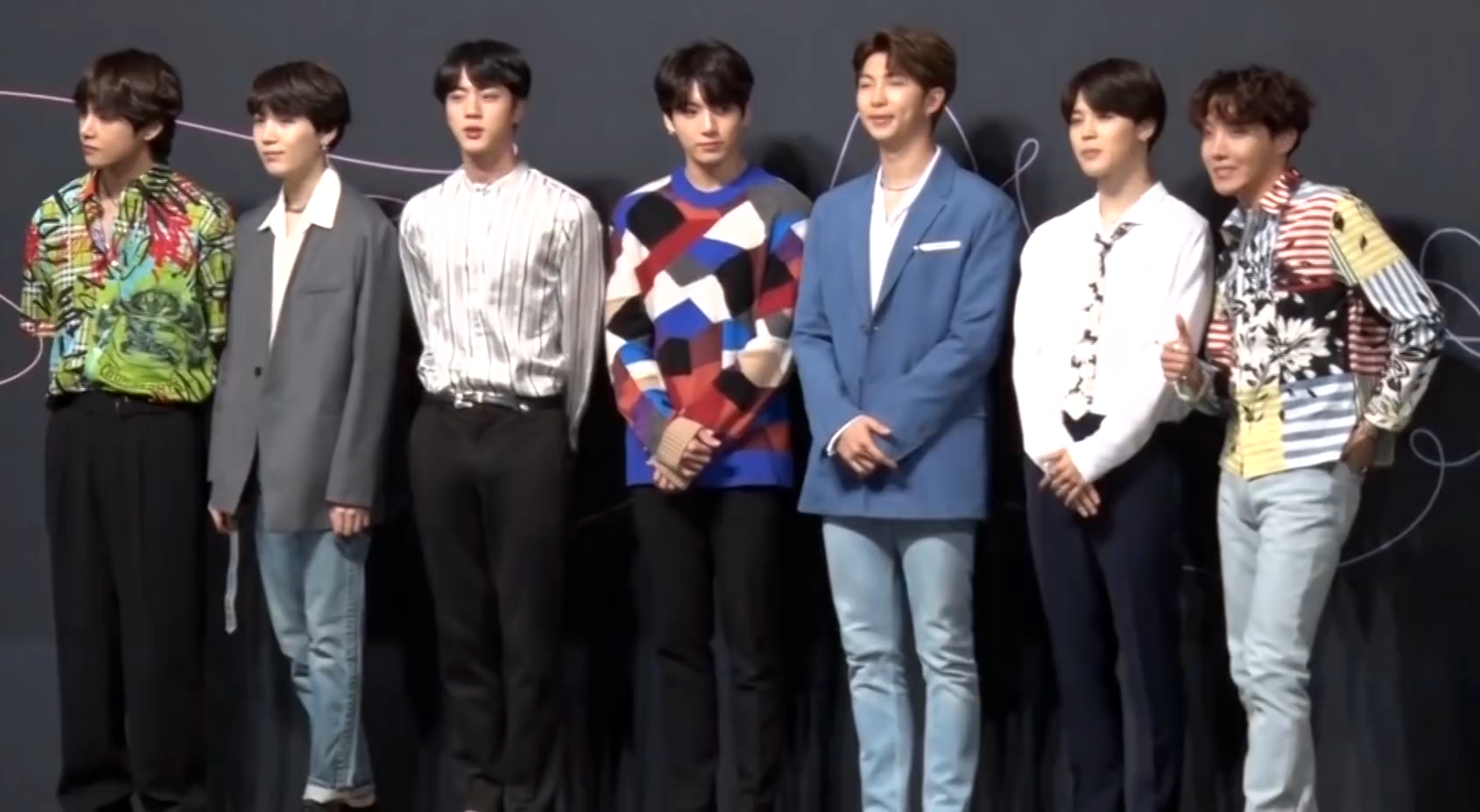
I BTS alla conferenza stampa di Love Yourself: Tear, 24 maggio 2018

Due ore prima dell'uscita, è andata in onda un'anteprima in diretta da Los Angeles su V Live, durante la quale i BTS hanno parlato della loro nuova musica. Fake Love ha fatto il suo debutto televisivo mondiale il 20 maggio, venendo eseguita live ai Billboard Music Award. È stata la prima esibizione di un artista coreano durante la cerimonia. Come fatto in precedenza per Love Yourself: Her, uno speciale BTS Comeback Show è stato trasmesso in diretta mondiale su Mnet il 24 maggio. Durante il programma il gruppo si è esibito con Fake Love e con altre tracce del disco, oltre a rivelare dietro le quinte inediti e video speciali dedicati ai fan. Quello stesso giorno è stata organizzata anche una conferenza stampa al Lotte Hotel del distretto di Jung, Seul, per promuovere il disco. Nelle due settimane successive, i BTS si sono esibiti con Fake Love, Airplane pt. 2 e Anpanman a vari programmi musicali sudcoreani, tra cui Music Bank, Show! Eum-ak jungsim, Inkigayo e M Countdown.

## Accoglienza
| Recensione    | Giudizio |
| ------------- | -------- |
| Metacritic    | 74/100   |
| AllMusic      |          |
| The Guardian  |          |
| IZM           |          |
| Pitchfork     | 7.1/10   |
| Rolling Stone |          |
| Spin          | 8/10     |
| The 405       | 7/10     |

Love Yourself: Tear ha ricevuto recensioni positive dalla critica. Su Metacritic, che assegna un punteggio normalizzato su base 100 alle recensioni dei critici, l'album ha totalizzato 4 punti di media, che indica "recensioni generalmente favorevoli". Neil Z. Yeung di AllMusic ha assegnato al disco quattro stelle su cinque spiegando che "elegante e bramoso, Love Yourself: Tear è i BTS ad un picco ricercato e mirato, abbastanza coeso da dare la sensazione che sia stato concepito in un periodo particolare piuttosto che raffazzonato come alcune delle loro uscite precedenti". Blanca Méndez di Spin ha affermato che, "mentre il primo capitolo della serie sembrava inquieto e disgiunto nella sua ampiezza di stili, il salto da un genere all'altro di Love Yourself: Tear suona come se il gruppo si stesse semplicemente divertendo". Sheldon Pearce di Pitchfork ha scritto che è "un album astuto e vagamente tematico sull'amore e la perdita, con una maggiore concentrazione sul rap rispetto a prima" e che "Tear punta alla coesione, e facendolo produce canzoni divertenti e sfaccettate". Jess Lau di The 405 ha notato che "Love Yourself: Tear sfoggia equamente le qualità individuali di ciascun membro e funge da introduzione ben strutturata ad un pubblico globale più ampio che è fin troppo desideroso di trovare il pelo nell'uovo". Elias Leight di Rolling Stone ha affermato che il disco "è K-pop con un brio che spazia da un genere all'altro" e che "attraverso tutto questo, i membri dei BTS influenzano la sincerità melodica, cantando con intensità e melisma, rappando con toni che mostrano il loro sforzo e la loro tensione, come se la premura non fosse mai passata di moda". Inserendolo tra i dischi migliori usciti durante la prima metà dell'anno, Caitlin Kelley di Billboard l'ha descritto come "uno dei loro album più coerentemente tematici ma variati nei suoni, con una produzione massimalista che esplode contro i testi che parlano del vuoto".
Crystal Tai di South China Morning Post ha detto: "in Love Yourself: Tear, la band altresì nota come Bangtan Boys rivela che non sono più dei ragazzi, e abbraccia invece un sound maturo che è tanto oscuro quanto reale". Jeff Benjamin di Fuse ha puntualizzato che "mentre ciò che ha preceduto l'uscita dell'album ha visto i BTS cambiare le aspettative verso gli artisti K-pop, la musica in sé li piazza lontani dalle sprezzanti etichette di boy band o pop star". Kim Arin del The Korea Herald ha giudicato che "i BTS sono forse uno dei pochi gruppi in grado di far sembrare il dinissamorarsi tanto sognante quanto l'innamorarsi". Per la stessa testata, Hong Dam-young ha scritto che "il fulcro dei BTS è sempre stato quello di connettersi agli ascoltatori e utilizzare le storie personali dei membri come leva. E il gruppo non ha deviato da questo nel suo nuovo album Love Yourself: Tear. Musicalmente, l'intero album da 11 tracce è ammirevole, giacché si sposta senza soluzione di continuità tra i generi spaziando dall'hip hop emo e dal pop latino alle ballate pop. Al contrario dei precedenti lavori hip hop socialmente consapevoli del gruppo, Love Yourself: Tear è pregno di melodie oscure e sentimenti d'amore complicati", aggiungendo che "il fattore chiave dietro al successo esplosivo dell'album non è da ricercarsi soltanto nelle sue versatilità e stravaganza musicali, ma anche nel suo messaggio globale: ciò che conta davvero è recapitare messaggi che possano toccare davvero il cuore dell'ascoltatore".
Alexis Petridis del The Guardian ha dato all'album una recensione mista, spiegando che "per quanto riguarda i pro, sono molto bravi nelle ballate, eseguendole con un'intensità ansimante che è genuinamente commovente e potente", ma "c'è anche roba che fatichi a ricordare un secondo dopo che è finita: entra da un orecchio ed esce dall'altro, senza lasciare tracce riconoscibili. Non che sia eccessivamente sdolcinato, che è l'accusa comunemente mossa al K-pop; è semplicemente banale". Petridis ha segnalato che "il fenomeno dei BTS sembra più interessante della musica come suo centro, sebbene Love Yourself: Tear sia certamente abbastanza buono da continuare a far muovere senza problemi il fenomeno".
Sia Fake Love che Singularity sono state votate tra le 65 canzoni migliori del 2018 dal The New York Times, mentre l'album è stato inserito al tredicesimo posto nella lista di Rolling Stone dei venti dischi pop più belli dell'anno. Paradise è stata scelta come secondo lato B di genere K-pop migliore dell'anno da MTV, mentre il critico musicale Kim Young-dae ha indicato Magic Shop come traccia migliore dell'album per il sentimentalismo e la qualità della scrittura.

## Tracce
1. V – Intro: Singularity – 3:17 (Charlie J. Perry, RM)
2. Fake Love – 4:02 (Pdogg, "hitman" bang, RM)
3. Jin, Park Ji-min, V e Jeon Jung-kook – The Truth Untold (feat. Steve Aoki) (전하지 못한 진심?, Jeonhaji mot-han jinsimLR) – 4:02 (Steve Aoki, Roland Spreckley, Jake Torrey, Noah Conrad, Annika Wells, RM, Slow Rabbit)
4. 134340 – 3:49 (Pdogg, Adora, Bobby Chung, RM, Martin Luke Brown, Orla Gartland, Suga, J-Hope)
5. Paradise (낙원?, Nag-wonLR) – 3:30 (lophiile, MNEK, RM, Song Jae-kyung, Suga, J-Hope)
6. Love Maze – 3:40 (Pdogg, DJ Swivel, Candace Nicole Sosa, RM, Suga, J-Hope, Bobby Chung, Adora, Yoon Kita)
7. Magic Shop – 4:36 (Jungkook, Hiss noise, RM, DJ Swivel, Candace Nicole Sosa, Adora, J-Hope, Suga)
8. Airplane pt. 2 – 3:39 (Pdogg, RM, Ali Tamposi, Liza Owens, Roman Campolo, "hitman" bang, Suga, J-Hope)
9. Anpanman – 3:54 (Pdogg, Supreme Boi, "hitman" bang, RM, Suga, Jinbo)
10. So What – 4:44 (Pdogg, "hitman" bang, Adora, RM, Suga, J-Hope)
11. RM, Suga e J-Hope – Outro: Tear – 4:45 (Shin Myung-soo, Docskim, Suga, RM, J-Hope)

Note:
- Outro: Tear contiene un campione da Love Yourself Highlight Reel '起承轉結'.

## Formazione
Crediti tratti dalle note di copertina dell'album.
Gruppo
- Jin – voce, gang vocal (tracce 5, 7)
- Suga – rap, scrittura (tracce 4-11) , arrangiamento rap (tracce 4-7, 10-11), registrazione (tracce 4-7, 10-11), gang vocal (tracce 5, 7, 11)
- J-Hope – rap, scrittura (tracce 4-8, 10-11), arrangiamento rap (tracce 4-7, 10-11), registrazione (tracce 4-7, 10-11), gang vocal (tracce 5, 7, 11)
- RM – rap, scrittura (tutte le tracce) , arrangiamento rap (tracce 4-7, 10-11), registrazione (tracce 4-7, 10-11), gang vocal (tracce 5, 7, 11)
- Park Ji-min – voce, gang vocal (tracce 5, 7)
- V – voce, gang vocal (tracce 5, 7)
- Jeon Jung-kook – voce, ritornelli (tracce 2-10), gang vocal (tracce 5, 7), produzione (traccia 7) ,  scrittura (traccia 7) , sintetizzatore (traccia 7)

Produzione
- Adora – editing digitale (tracce 1, 3-5, 7), programmazione ritmo (traccia 3), ritornelli (tracce 3-5, 7-10), registrazione (tracce 3-5, 7-10) , scrittura (tracce 4, 6-7, 10) , produzione (traccia 7), tastiera (traccia 7), sintetizzatore (traccia 7), gang vocal (tracce 7, 10), arrangiamento voci (traccia 7)
- Steve Aoki – produzione (traccia 3), scrittura (traccia 3)
- "Hitman" Bang – scrittura (tracce 2, 8-10), tastiera (traccia 8), produzione esecutiva
- Martin Luke Brown – scrittura (traccia 4)
- Roman Campolo – scrittura (traccia 8)
- Bobby Chung – scrittura (tracce 4, 6)
- Noah Conrad – scrittura (traccia 3)
- Docskim – produzione (traccia 11), scrittura (traccia 11), piano (traccia 11), tastiera (traccia 11), sintetizzatore (traccia 11), basso (traccia 11), arrangiamento archi (traccia 11), registrazione (traccia 11)
- Orla Gartland – scrittura (traccia 4)
- Hiss Noise – editing digitale (tracce 1-6, 8-10), produzione (traccia 7), scrittura (traccia 7), tastiera (traccia 7), sintetizzatore (traccia 7), chitarra (traccia 7), gang vocal (tracce 7, 10)
- Bob Horn – missaggio (traccia 3)
- Iophiile – scrittura (traccia 5)
- Jinbo – scrittura (traccia 9)
- Jaycen Joshua – missaggio (tracce 8-9)
- Jung Woo-young – registrazione (tracce 2, 4, 6-7), editing digitale (tracce 5-7)
- Yoon Kita – scrittura (traccia 6)
- Lee Joo-young – basso (traccia 4, 7-8)
- Lee Tae-wook – chitarra (tracce 2-3, 6-8)
- Ken Lewis – missaggio (traccia 11)
- Lophiile – produzione (traccia 5)
- Randy Merrill – ingegneria del suono
- MNEK – scrittura (traccia 5)
- Moon Soo-jung – editing digitale (traccia 10)
- Nine Choi – supervisione esecutiva
- Park Jin-se – editing digitale (traccia 4), missaggio (traccia 4)
- Pdogg – produzione (tracce 2, 4, 6, 8-10), scrittura (tracce 2, 4, 6, 8-10), arrangiamento voci (tracce 1-3, 7-9), arrangiamento rap (tracce 2, 8-9), registrazione (tracce 1-3, 7-9), tastiera (tracce 2, 4, 6, 8-10), sintetizzatore (tracce 2, 4, 6, 8-10), editing digitale (tracce 2-3, 8-9), gang vocal (tracce 7, 10)
- Liza Owens – scrittura (traccia 8)
- Charlie J. Perry – produzione (traccia 1), scrittura (traccia 1), tastiera (traccia 1), basso (traccia 1)
- James F. Reynolds – missaggio (traccia 2)
- Shin Myung-soo – scrittura (traccia 11)
- Slow Rabbit – arrangiamento voci (tracce 1, 3-8, 10), registrazione (tracce 1, 3-8, 10), scrittura (traccia 3), programmazione ritmo (traccia 3), produzione aggiuntiva (traccia 3), gang vocal (tracce 7, 10)
- Song Jae-kyung – scrittura (traccia 5)
- Candace Nicole Sosa –  scrittura (tracce 6-7)
- Roland Spreckley – scrittura (traccia 3)
- Supreme Boi – ritornelli (tracce 2, 9-10), editing digitale (tracce 2, 4-6, 9-11), arrangiamento rap (tracce 8-9, 11), registrazione (tracce 8-9, 11), scrittura (traccia 9), vocoder (traccia 9), gang vocal (tracce 10-11)
- Ali Tamposi – scrittura (traccia 8)
- Jake Torrey – scrittura (traccia 3)
- Annika Wells – scrittura (traccia 3)
- Yang Ga – missaggio (tracce 1, 5-6)
- Jordan "DJ Swivel" Young – scrittura (tracce 6-7), missaggio (tracce 7, 10)

## Successo commerciale
Tra il 18 e il 25 aprile 2018, nei primi sei giorni di preordini, sono stati richiesti oltre 1,44 milioni di copie a livello nazionale secondo la Iriver Inc, che hanno reso Love Yourself: Tear il disco con il maggior numero di preordini di sempre in Corea del Sud, record precedentemente detenuto dal suo precessore Love Yourself: Her. Il 24 maggio è stato pubblicato un aggiornamento che ha portato il numero di copie oltre il milione e mezzo. Il record è stato poi superato a luglio 2018 dalla raccolta degli stessi BTS Love Yourself: Answer, con una differenza di circa 62 000 copie.
Dopo la pubblicazione in Corea del Sud, Love Yourself: Tear ha venduto 1 664 041 copie nelle prime due settimane, diventando il disco più venduto mensilmente dall'apertura della Circle Chart. Ha mantenuto il record fino a settembre 2018, quando è stato soppiantato da Love Yourself: Answer. L'album è stato certificato Million dalla Korea Music Content Association a luglio 2018: è stato il primo disco a riceverla dall'introduzione del sistema di certificazioni qualche mese prima. Dei 20 milioni di album venduti in Corea durante il 2018, Love Yourself: Tear ne ha rappresentato il 2% con circa 2 milioni di copie. Nel 2018 è stato inoltre il terzo album più venduto a livello globale secondo la IFPI.
Il 27 maggio 2018, Love Yourself: Tear ha debuttato al primo posto della Billboard 200, segnando il picco massimo raggiunto dai BTS negli Stati Uniti; è diventato così anche il primo disco K-pop a raggiungere tale posizione e l'opera meglio classificata di sempre di un artista asiatico. A luglio 2018, secondo il Rapporto di Medio-Termine di Nielsen Music, Love Yourself: Tear era il nono album più venduto nel 2018 negli Stati Uniti, e il primo tra le pubblicazioni musicali in lingua straniera. Nel luglio 2020 si è classificato per la centesima settimana non consecutiva nella Billboard World Albums, diventando il disco dei BTS con il maggior numero di presenze nella classifica. È stata la prima uscita del gruppo, oltre che la prima in lingua coreana, a conseguire tale risultato.
Nel Regno Unito, è stato il primo disco dei BTS a entrare nella top 10 della UK Albums, con un picco alla posizione numero 8. Ha venduto oltre 100 000 copie in Giappone, venendo certificato oro dalla Recording Industry Association of Japan ad agosto 2018. Tower Records Japan ha riferito in seguito che era l'album di un artista coreano più importato in Giappone nel 2018.

## Classifiche

### Classifiche settimanali
| Classifica (2018-23) | Posizione massima |
| -------------------- | ----------------- |
| Australia            | 6                 |
| Austria              | 5                 |
| Belgio (Fiandre)     | 6                 |
| Belgio (Vallonia)    | 18                |
| Canada               | 2                 |
| Corea del Sud        | 1                 |
| Croazia              | 27                |
| Estonia              | 1                 |
| Finlandia            | 4                 |
| Francia              | 45                |
| Germania             | 17                |
| Giappone             | 3                 |
| Grecia               | 55                |
| Irlanda              | 8                 |
| Italia               | 34                |
| Messico              | 6                 |
| Nuova Zelanda        | 5                 |
| Paesi Bassi          | 6                 |
| Polonia              | 25                |
| Regno Unito          | 8                 |
| Repubblica Ceca      | 16                |
| Slovacchia           | 32                |
| Spagna               | 18                |
| Stati Uniti          | 1                 |
| Svezia               | 6                 |
| Svizzera             | 8                 |
| Ungheria             | 12                |

### Classifiche di fine anno
| Classifica (2018) | Posizione |
| ----------------- | --------- |
| Belgio (Fiandre)  | 103       |
| Corea del Sud     | 12        |
| Estonia           | 44        |
| Giappone          | 18        |
| Messico           | 47        |
| Paesi Bassi       | 83        |
| Stati Uniti       | 101       |
| Classifica (2019) | Posizione |
| Corea del Sud     | 15        |
| Ungheria          | 58        |
| Classifica (2020) | Posizione |
| Corea del Sud     | 51        |
| Ungheria          | 73        |
| Classifica (2021) | Posizione |
| Corea del Sud     | 28        |
| Classifica (2022) | Posizione |
| Corea del Sud     | 48        |

## Riconoscimenti
- Circle Chart Music Award
  - 2019 – Album dell'anno - secondo trimestre[103]
- Grammy Award
  - 2019 – Candidatura Best Recording Package a Huskyfox[11]
- Melon Music Award
  - 2018 – Album dell'anno[104]
- Mnet Asian Music Award
  - 2018 – Album dell'anno[105]
- Red Dot Design Award[106]
  - 2020 – Premio Brand & Communication Design
- Seoul Music Award
  - 2019 – Disco dell'anno (album)[107]